# Język interpretowany
Język interpretowany – język programowania, który zazwyczaj jest implementowany w formie interpretera, a nie kompilatora. Teoretycznie każdy język może być kompilowany i interpretowany, dlatego rozróżnienie to polega na najczęściej stosowanych rozwiązaniach, a nie zależy od cech samego języka. Program w języku interpretowanym nie jest kompilowany, lecz jest przechowywany w postaci kodu źródłowego i dopiero podczas uruchomienia wczytywany, interpretowany i wykonywany przez interpreter języka.
Języki interpretowane ułatwiają pisanie programów przenośnych, czyli zgodnych z wieloma systemami operacyjnymi.
Przykładowe języki interpretowane to:
- Bash
- Maxima
- Perl
- PHP
- Python
- Ruby
- JavaScript
- R